# Naturpark Almenland

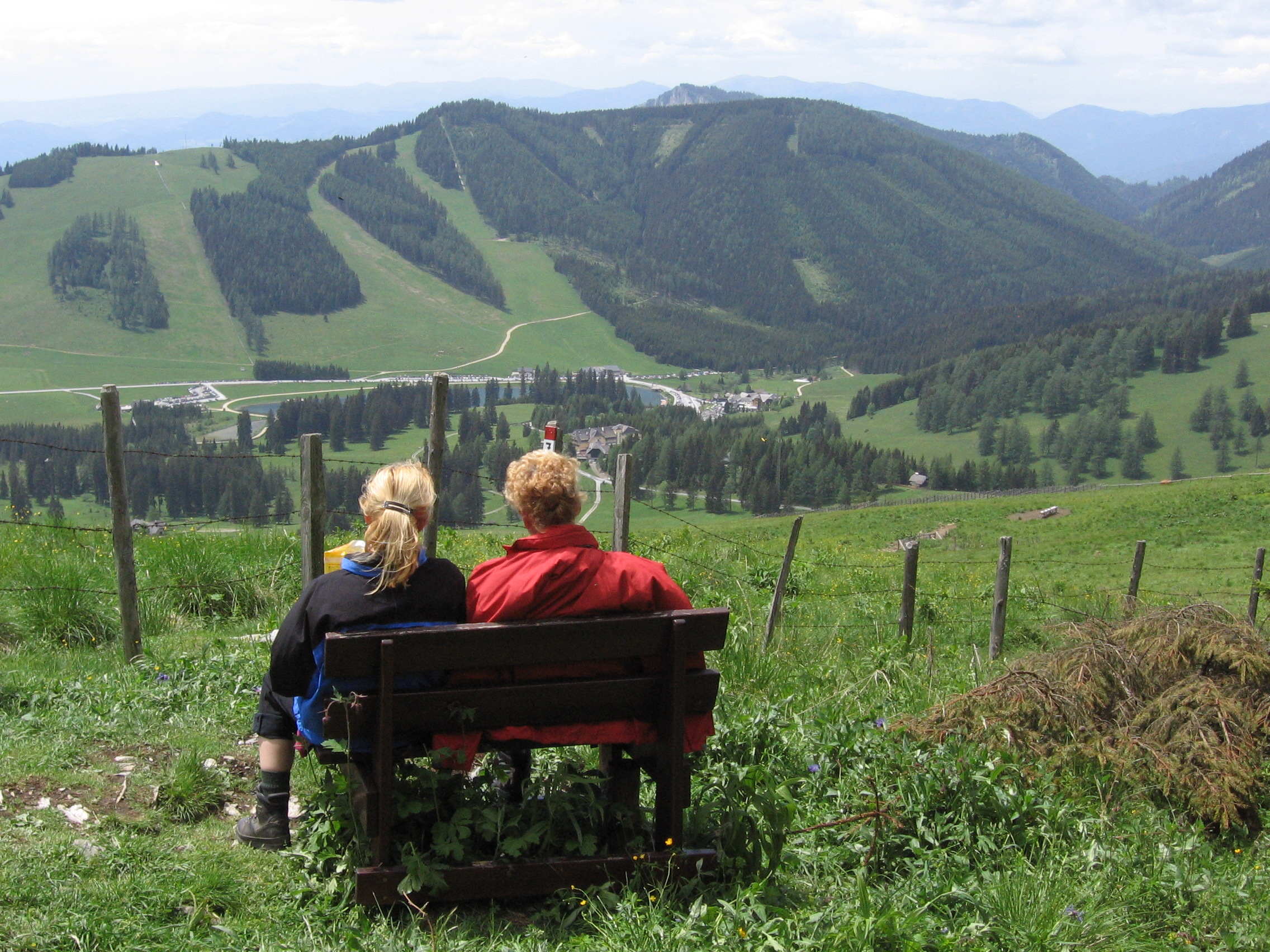
Blick vom Heulantsch auf die Teichalm

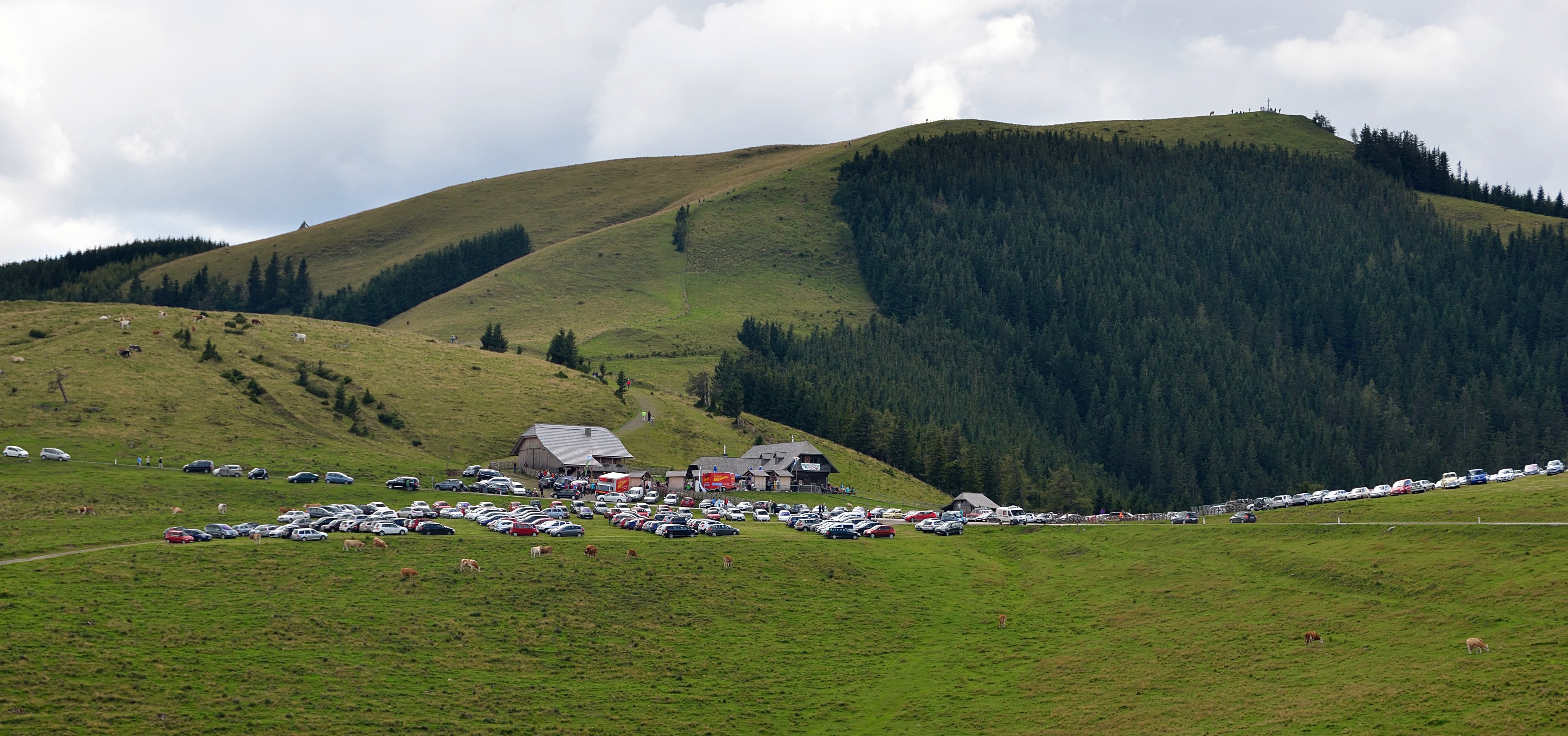
Die Stoakoglhütte auf der Sommeralm beim traditionellen Almfest, dahinter der Plankogel.

Der Naturpark Almenland wurde als Naturpark im Jahr 2006 gegründet und ist das größte zusammenhängende Niedrig-Almweidegebiet in Europa. 

## Geografie
Der Naturpark Almenland liegt im nordwestlichen Teil des Grazer Berglandes in der Steiermark rund um die Teichalm und Sommeralm. Die Region liegt auf einer Seehöhe von 464 bis 1720 m. Der Naturpark erstreckt sich über eine Fläche von 253 km². Zum Naturpark gehören folgende Naturpark-Gemeinden: Fladnitz/Teichalm, St. Kathrein/Offenegg, Passail, Breitenau/Hochlantsch, Gasen, Pernegg an der Mur. 

## Landschaft und Schutzgebiet
Der Naturpark ist neben dem weitläufigen subalpinen Almland durch grünlandgeprägte Kulturlandschaft mit Felswänden und Schluchten sowie durch ausgedehnte Waldlandschaften gekennzeichnet. Die Gesteine in der Region sind sehr unterschiedlich, sowohl Kalkgestein (Hochlantschkalk) als auch Schiefer (Naintsch, Gasen, Haslau) kommen in der Region vor. Der Naturpark ist frei zugänglich, es führen mehrere Straßen zum Almengebiet hinauf.
Neben dem Naturschutzgebiet Teichalm Hochmoor befindet sich auch das Natura-2000-Europaschutzgebiet Raabklamm und das Natura-2000-Gebiet am Kirchkogl in Pernegg sowie das Naturdenkmal Bärenschützklamm im Naturpark.

## Flora & Fauna
Zur außergewöhnlichen Flora zählen das Hochmoorbiotop mit Sonnentau, zahlreiche Orchideen und die Silikatflora am Kirchkogel. 
Im Naturpark Almenland gibt es zahlreiche seltene Tiere, zu denen unter anderen der Alpenbock, Schwarzstorch, Eisvogel, Auerwild und Steinböcke zählen. 

## Sehenswürdigkeiten
Im Naturpark gibt es Naturschönheiten, Naturdenkmäler oder Kraftorte, die sich vielfach durch das jahrhundertelange Zusammenwirken von Natur und Mensch entwickelt haben, beispielsweise Schluchten, Höhlen, Teiche, Moore, Wasserfälle und Ursprungsquellen. Diese Schauplätze sind gut erreichbar und frei zugänglich.

### Natursehenswürdigkeiten
Beim Almenland handelt es sich um eine Kulturlandschaft. So wie das heutige Gebiet erlebt werden kann, wurde es durch den Menschen für die Weidelandschaft umgestaltet. Mit viel Aufwand wurde das Gebiet entwaldet. Restflächen mit Baumbestand befinden sich heute in den steileren Gebieten, die zur Almwirtschaft nicht geeignet sind und als Solitärbäume (hier überwiegend Laubbäume wie Ahorn) mit der bei einem überraschenden Wintereinbruch das Vieh mit Laub kurzfristig versorgt werden konnte (heute im Rückgang begriffen, da im Notfall Heu und Silage mit dem Traktor hinauftransportiert wird). Die so entstandene Almweide birgt aber aufgrund der extensiven Bewirtschaftung die Grundlage für alpine kalkliebende Wiesenflora. Durch die Beweidung werden speziell Pflanzen gefördert, die dem Vieh nicht schmecken, wie zum Beispiel der Germer. Bei Wiesen, die gemäht werden, findet eine derartige Selektion nicht statt.
Besondere Sehenswürdigkeiten sind die Bärenschützklamm, Raabklamm, Weizklamm, Teichalm Latschenhochmoor, Hohenauer Ochsenhalt, Hochplateau Nechnitz und die Drachenhöhle.

### Kulturelle Sehenswürdigkeiten

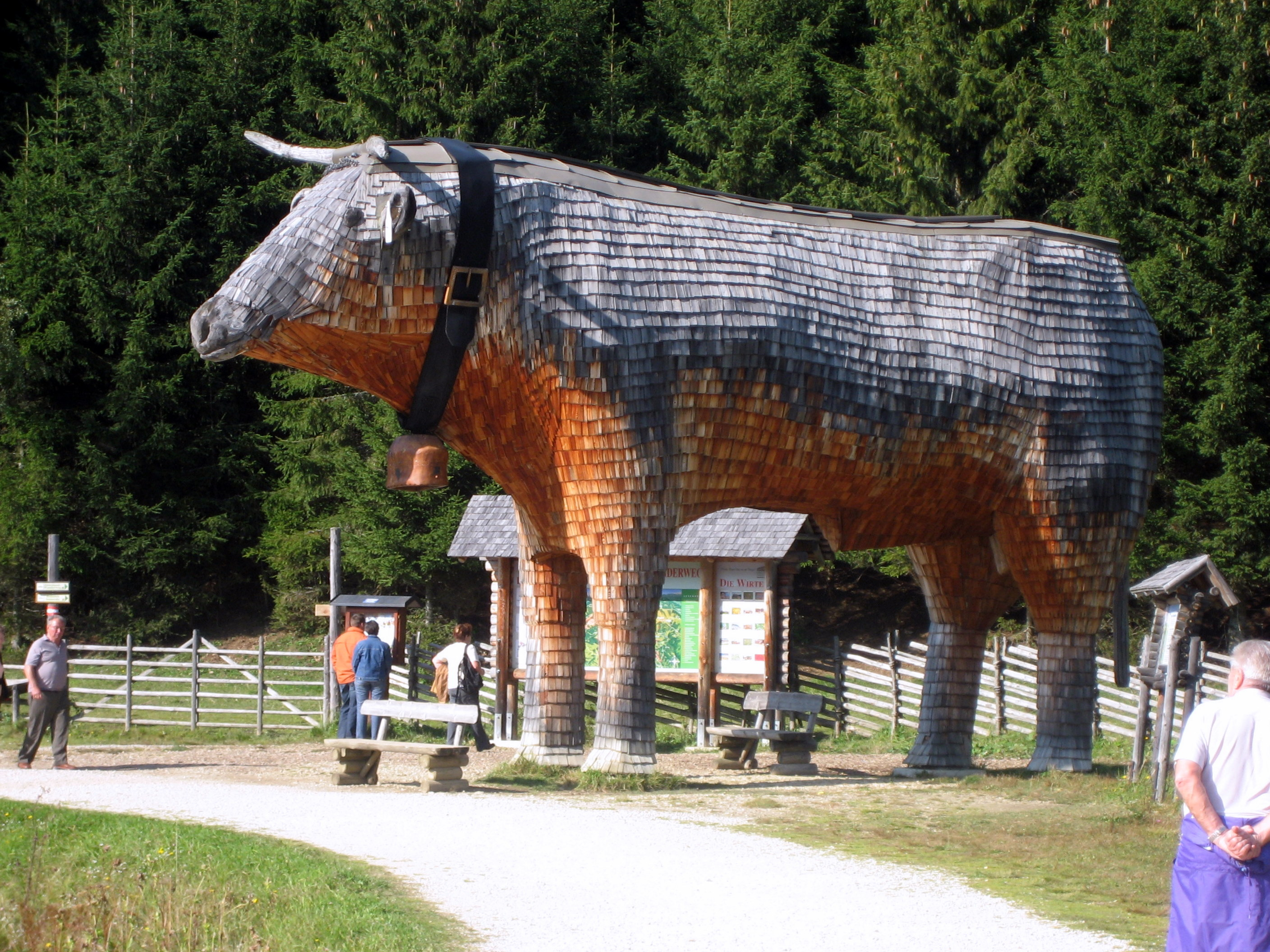
Almochse aus Holz am Teichalmsee

Neben den natürlichen Sehenswürdigkeiten bestimmen Bau- und Kunstwerke das kulturelle Leben der Region mit. 
Direkt am Teichalmsee befindet sich der 6 m hohe und 10 m lange Almi, ein Holzochse, der ausschließlich aus Holz und 22.400 Holzschindeln erbaut wurde. Er weist auf die Nutzung des Almenlandes als Weidegebiet für den Almo, den Almochsen, dessen zartes Fleisch über die Region hinaus geschätzt wird. Gleich mehrere tierische Schnitzereien bietet der etwa 1,5 Kilometer lange Holzskulpturenweg inklusive Lehrpfad von Nechnitz auf den Gschaidberg.
Zu den weiteren Sehenswürdigkeiten zählen Imkerei Kreiner, Ökopark Hochreiter, Rauchstub‘n Haus, Archepark Obi Hansl, Almenland Stollenkäse, Sennerei Leitner, Edelbrennerei Graf, Moarhofhechtl, Essigmanufaktur Schaffer/Oswald, Karinas Wollwelt, Sulamithgarten, Stoanihaus der Musik, Felsenkirchlein Schüsserlbrunn, Hochlantsch mit Klettersteig, Motorikpark & Sommerrodelbahn Koglhof oder die Rote Wand.